# Antona obscura
Antona obscura là một loài bướm đêm thuộc phân họ Arctiinae, họ Erebidae.